# Philippus Christiani
Philippus Xaverius Christiani (gedoopt Amsterdam, 29 november 1787 – aldaar, 20 juni 1867) was een Nederlands klarinettist en kapelmeester. Hij werd destijds aangeduid als klarinetvirtuoos.

## Biografie
Zijn vader Joannes Christiani was musicus (luitbespeler) en instrumentmaker (houten blaasinstrumenten) te Amsterdam en gehuwd met Anna Scheffers. Zij zouden beiden van Duitse komaf zijn. Ook broer Franciscus Christiani speelde klarinet.
Philippus trouwde in 1806 met Cornelia van Grootveldt. Hun dochter Cornelia Helena Anna Christiani (overleden 1842) huwde kunstschilder Lambertus Johannes Hansen (overleden 1859). Op 12 oktober 1831 mocht hij van de toenmalige prinses van Oranje een ring met briljanten in ontvangst nemen. Hij was ridder in de Orde van de Eikenkroon. Het echtpaar woonde enige tijd in wat in 2016 bekendstaat als buitenplaats Geynwijk in Baambrugge. Hij schonk na zijn overlijden 200 gulden aan Maatschappij Caecilia te Amsterdam.

## Muzikale loopbaan
Zijn opleiding kreeg hij van Jacob de Planque en Vincent Springer, maar ook was hij deels autodidact. Zijn muziekloopbaan begon op veertienjarige leeftijd als klarinettist in het orkest van het Fransche theater in Felix Meritis.  Hij bleef er tot 1840 werkzaam. Vanaf 1805 was hij te vinden in vele muziekkorpsen binnen de Bataafse Republiek. Hij was enige tijd kapelmeester van het hoforkest. Na de Franse tijd was tevens hofmusicus van de koningen Willem I, Willem II   en Willem III. Hij gaf ook soloconcerten in bijvoorbeeld Diligentia in Den Haag (1824). In 1832 vierde hij zijn 25-jarig jubileum.
Zijn uitvoeringen van klarinetwerken van Johann Wilhelm Wilms (dus destijds hedendaagse muziek) werden tot buiten de landsgrenzen besproken in bijvoorbeeld de Allgemeinen musikalischen Zeitung. Hij speelde ook nieuwe werken van Wilhelm Wieprecht (Concertino voor klarinet).

## Ook nog
Rond Christiani speelde een bijzondere zaak: hij was als kapelmeester meegezonden naar het Beleg van Naarden. Hij meende recht te hebben op een erepenning, kwam wel op de reclamantenlijst voor, maar in 1816 besloot een raad dat hij hem niet zou krijgen. Hij liet er vervolgens zelf één maken en liet deze zien tijdens een reünie in 1863. Er waren echter oud-strijders die nog wisten dat de erepenning aan zijn neus voorbij was gegaan. Een raad besliste opnieuw negatief en wilde Christiani straffen. Toen hij uiteindelijk toegaf, belandde de zaak in de doofpot. Christiani heeft de penning in november 1863 overigens alsnog teruggezonden, met het verzoek hem te (laten) vernietigen. Dat laatste is niet gebeurd, de penning bevindt zich in de collectie van het Amsterdam Museum (voorheen Amsterdams Historisch Museum).